# Nina Jacobson
Nina Jacobson (Los Angeles, 15 de setembro de 1965) é uma produtora cinematográfica norte-americana.